# Lenguas tarokoides
Las cinco lenguas tarokoides forman una rama de lenguas platoides (nigerianas centrales) habladas en Nigeria, en el área del río Benue. El tarok es la lengua más extendida del grupo y tiene 300 mil hablantes, el pe y el sur tienen unos 5000 cada uno. Mientras que el yangkam es una lengua amenazada, hablando por solo unos 50 ancianos.

## Clasificación
La única lengua con documentación apreciable es el tarok. El pe ha sido clasificado a veces en diferentes ramas de las lenguas de la Meseta, pero la evidencia presente sugiere que está relacionado con el tarokoide.

|  | \| \| Tarok (Yergam) \| \| \| \| \| \| Pe (Pai) \| \| \| \| |
|  |                                                             |
|  | Yankam (Bashar)                                             |
|  |                                                             |
|  | Tarok (Yergam)                                              |
|  |                                                             |
|  | Pe (Pai)                                                    |
|  |                                                             |

|  | Tarok (Yergam) |
|  |                |
|  | Pe (Pai)       |
|  |                |

|  | \| \| Tarok (Yergam) \| \| \| \| \| \| Pe (Pai) \| \| \| \| |
|  |                                                             |
|  | Yankam (Bashar)                                             |
|  |                                                             |
|  | Tarok (Yergam)                                              |
|  |                                                             |
|  | Pe (Pai)                                                    |
|  |                                                             |

|  | Tarok (Yergam) |
|  |                |
|  | Pe (Pai)       |
|  |                |

El grupo kwang (kwanka), que parece englobar cuatro dialectos relacionados, usualmente se considera parte del tarokoide.